# Flughafen Lelystad

i8
i11
i13

Logo Lelystad Airport

Der Flughafen Lelystad (IATA-Code: LEY, ICAO-Code: EHLE) ist der Flughafen der Stadt Lelystad. Er liegt in der Provinz Flevoland in den Niederlanden. Die Schiphol-Gruppe ist der Eigentümer.

## Zukunft
Es gibt schon längere Zeit Planungen, den Flughafen zu einem regionalen oder sogar internationalen Flughafen auszubauen. Die Betreibergesellschaft des Flughafens Schiphol hofft dadurch auf eine Verlagerung der Billig- und Charterfluggesellschaften und damit auf eine Entlastung des Flughafens Schiphol. Als Name wurde Rembrandt International Airport vorgeschlagen. Nach einer Verlängerung der Landebahnen wird der Ausbau der Kapazität zur Abfertigung von einer Million Passagieren pro Jahr und die Schaffung von neuen Arbeitsplätzen angestrebt.
Ende 2024 wurde dann jedoch publik, dass der Flughafen ein dritter niederländischer Stützpunkt der Lockheed F-35A werden könnte.

## Pisten
Lelystad Airport hat im Moment eine Piste:
- 05/23: 2700 Meter lang

## Flugziele
Lelystad Airport ist der größte Flughafen für kleinere Flugzeuge in den Niederlanden. Es gibt regelmäßige Flüge zur Insel Texel und mehrere Flugschulen, wovon die von Martinair die bekannteste ist. Martinair hat auch sein Catering in Lelystad (Marfo). Am Flughafen Lelystad ist auch der Importeur von Diamond Aircraft für die Beneluxländer stationiert.

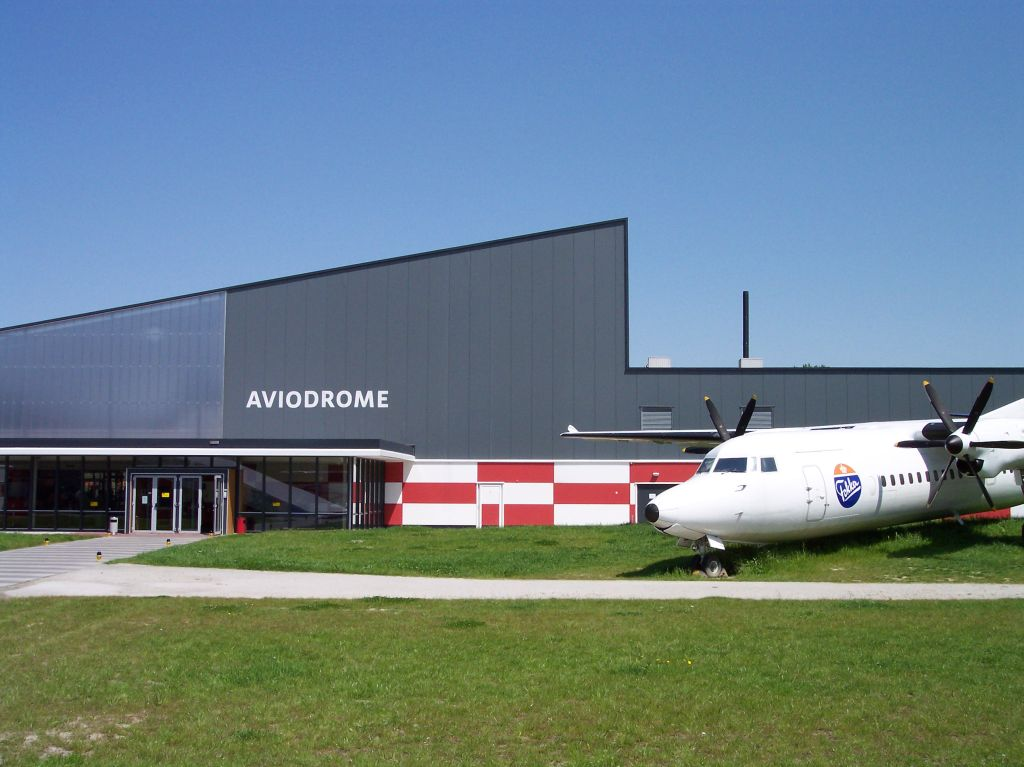
Museumseingang

## Luftfahrtmuseum
Seit 2003 ist das Nationale Luftfahrtmuseum Aviodrome aus Platzgründen nicht mehr in Schiphol, sondern in Lelystad. Aufsehen erregte es mit dem Transport eines zerlegten KLM Jumbo Boeing 747-206BM(SUD) über Wasser- und Landwege vom Amsterdamer Flughafen bis zum Museum.
Außerdem wurde beim Museum eine Replik eines ehemaligen Terminalgebäudes des Flughafens Schiphol gebaut. Das Vorbild stammt aus 1928.